# John So
John Chun Sai So (JP pour Justice of Peace, juge de paix) (en chinois simplifié : 苏震西 ; en chinois traditionnel : 蘇震西 ; en pinyin : Sū Zhènxī ; en cantonais : Sou1 Jan3 Sai1), né le 2 octobre 1946 à Hong Kong, est un homme politique et un homme d'affaires sino-australien.

## Biographie
Arrivé à Melbourne à l'âge de 17 ans, John So se lance dans les affaires avant d'entamer une carrière politique en 1991, date à laquelle il est élu conseiller de la ville de Melbourne. En 2001, une réforme de l'administration municipale lui permet d'être élu 102e lord-maire de Melbourne, le premier directement au suffrage universel. Réélu en 2004, il annonce le 1er octobre 2008, qu'il renonce à se représenter. Le 30 novembre suivant, Robert Doyle est élu pour lui succéder, mettant fin à un mandat de lord-maire d'un peu plus de sept ans, le plus long de l'histoire de la ville. 
Pour son action à la tête de Melbourne, il obtient le World Mayor Award 2006.